# TS 66

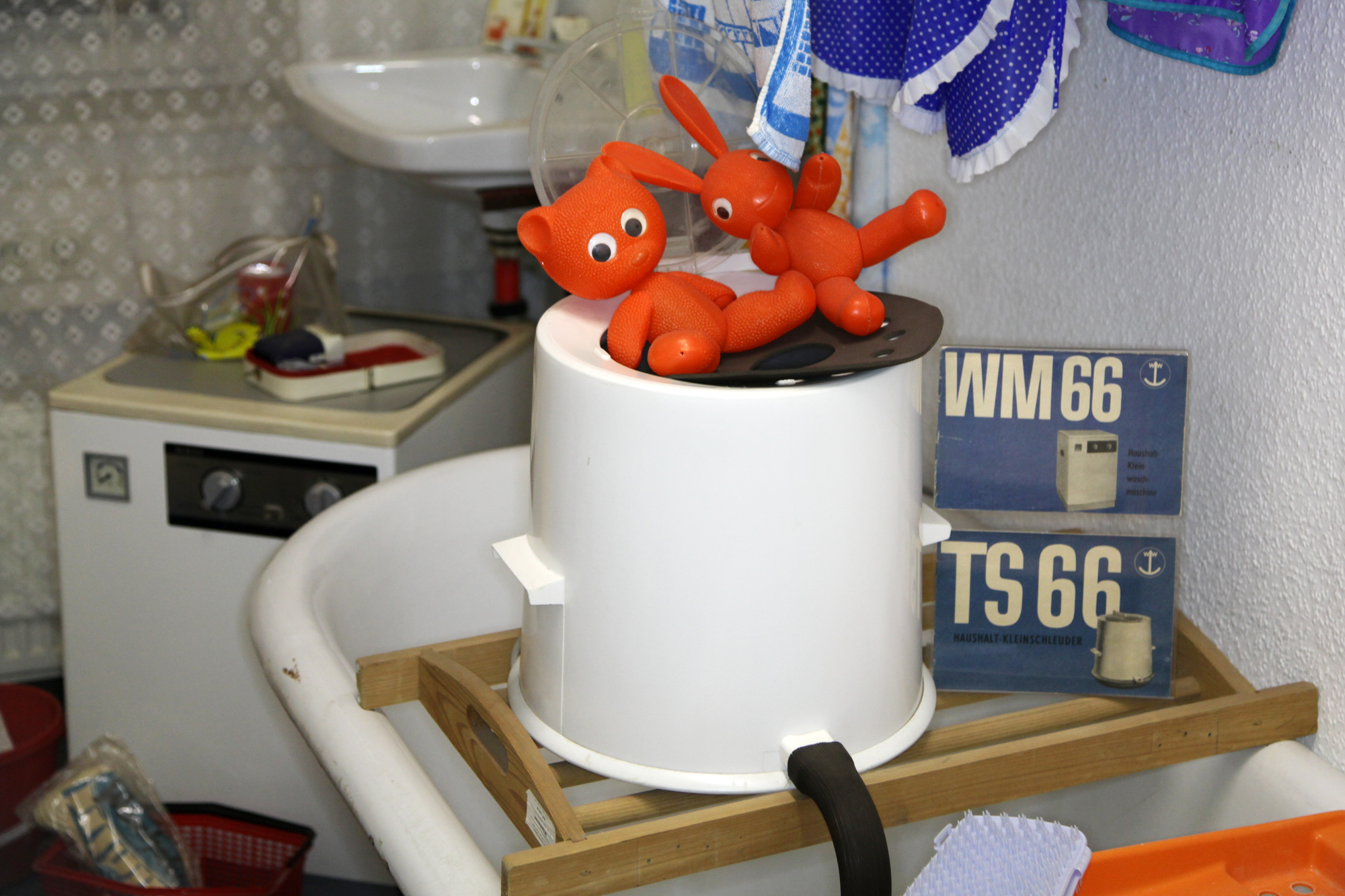
Im Vordergrund eine TS 66 im DDR-Museum Pirna

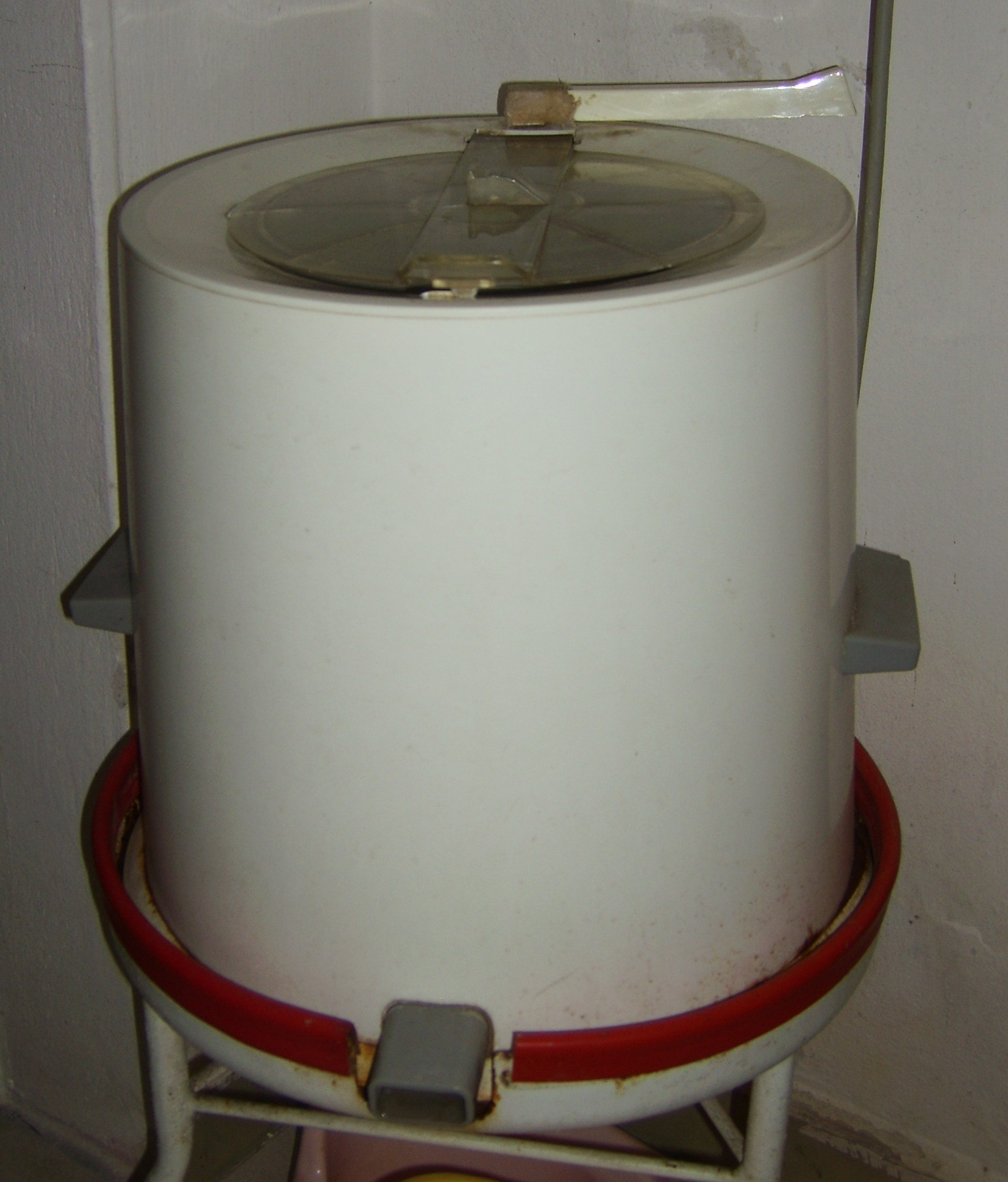
Eine TS 66 auf einem selbstgebauten Gestell

Die TS 66 war die meistverkaufte Wäscheschleuder in der Deutschen Demokratischen Republik (DDR). Die Bezeichnung TS steht für Tischschleuder, gelegentlich wird auch die Bezeichnung Wäschetrockenschleuder verwendet. Sie war mit einem Einzelhandelsverkaufspreis von anfangs 290 Mark und 230 Mark ab Mitte der 1970er Jahre vergleichsweise preiswert und hatte eine lange Lebensdauer. Die TS 66 ist die Nachfolgerin der von 1960 bis 1965 produzierten TS 60 und wurde ab 1966 im VEB Waschgerätewerk Schwarzenberg, im VEB Erste Maschinenfabrik Karl-Marx-Stadt, im VEB Foron Spindelfabrik Neudorf des Kombinats Textima und im VEB dkk Scharfenstein des Kombinats Monsator hergestellt.

## Technik
Die TS 66 ist ein elektrisch betriebener Toplader mit einer Nennleistungsaufnahme von 100 Watt. Die Drehung des 2 Kilogramm Trockenwäsche fassenden Aluminiumkorbs bewirkte eine Welle mit Direktantrieb zentral über dem Boden der Maschine. Erst bei geschlossenem Deckel und eingedrehtem Sicherheitsverschluss lässt sich der Motor des Gerätes starten. Da die Wäscheschleuder aufgrund des Direktantriebs keinen internen Dämpfer hat, wurde als Schwingungsdämpfer ein Luftkissen aus Gummi in Form eines Ringes mitgeliefert. In diesen Gummiring wird die Schleuder während des Betriebs ein- bzw. aufgesetzt.
Die TS 66 wiegt etwa 13,5 Kilogramm, hat einen Durchmesser von 37,5 Zentimeter und einschließlich Luftkissen eine maximale Höhe von ebenfalls 37,5 Zentimeter. Das Gehäuse besteht aus Plaste (Kunststoff) und hat an zwei Seiten Tragegriffe. In einem Schleudergang können etwa 2 Kilogramm Trockenwäsche in durchschnittlich 5 bis 8, bei späteren Modellen 1 bis 3 Minuten geschleudert werden. Das Gerät hat keinen Abwasseranschluss, sondern an der Front eine Abflusstülle zum Entwässern. Dadurch ist ein vielseitiger Betrieb in verschiedenen Bereichen möglich. Neben dem Gummiring wurde ein Gummischlauch zum möglichen Anschluss an die Abflusstülle und eine gelochte Gummischeibe zum Niederhalten der Wäsche in der Trommel mitgeliefert.
Wegen ihrer kompakten und platzsparenden Bauform ließ sich die Schleuder bei Nichtgebrauch im Bottich der Waschmaschine WM 66 aufbewahren.

## Weitere Einsatzmöglichkeiten
Neben dem Schleudern von Wäsche wurde und wird die TS 66 bis in das 21. Jahrhundert gelegentlich zum Entsaften von Früchten verwendet sowie für das Auspressen der Kloßmasse für Thüringer Klöße (halb und halb) in einem Baumwollsäckchen. Die geringe Leistungsaufnahme ermöglicht einen ökonomischen Betrieb.